# Eduard Meyer (Domänenpächter)
Eduard Meyer (* 13. November 1859 in Hannover; † 30. Januar 1931 in Schwöbber bei Hameln, Niedersachsen) war ein deutscher Gutspächter, Gutsbesitzer, Domänenrat, Pflanzen- und Tierzüchter.

## Leben
Meyer stammte aus einer alteingesessenen Kaufmannsfamilie und nahm nach zehnjähriger Schulzeit eine landwirtschaftliche Lehre in Lutter am Barenberge und in Griefstedt (Prov. Sachsen, ab 1945 Thüringen) auf. Es folgte die einjährige Militärzeit bei den Straßburger Ulanen. Dabei war er Gasthörer in natur- und staatswissenschaftlichen Vorlesungen an der Universität zu Straßburg. Danach vervollständigte er seine fachliche Ausbildung als Verwalter in Hoym (Anhalt) und bei Freiherrn von Hake auf der Domäne Eggersen bei Hameln. 
Am 15. März 1885 übernahm Meyer als Pächter die Herzoglich Sachsen-Gothaische Domäne Friedrichswerth mit dem Vorwerk  Neufrankenroda, dann weitere Güter in Sonneborn, Wangenheim, später noch  Pachtungen in Döllstädt und Kleinfahner (bewirtschaftete Fläche 1915: zusammen etwa 1.650 ha). Von 1912 bis 1918 besaß Meyer ein eigenes Gut in Schönwalde (Ostpreußen). Im Jahr 1920 erwarb er Schloss Schwöbber und das dazugehörige Rittergut Schwöbber bei Aerzen in der Nähe von Hameln, wohin er sich 1924 zurückzog und auch hier die Schwerpunkte Saatgutvermehrung, Edelschwein- und Schafzucht betrieb. Er ließ Schloss und Park aufwändig restaurieren. Die Grabstätte von Eduard Meyer und seiner Frau Helene, geborene von Wangenheim, befindet sich in Schwöbber auf dem familieneigenen Friedhof zwischen Schloss und Gutshaus.

## Schwerpunkte seiner Tätigkeit
Mit Beginn der Pachtung (1885) dehnte Meyer den Zuckerrübenanbau aus und versuchte die Erzeugung von Feinsämereien. Er richtete 1887 eine Saatzuchtstation ein und begann mit Züchtung bei Futterrüben, Getreide, Körnerleguminosen und Kartoffeln. Folgende neue Sorten entstanden in Friedrichswerth:
- Futterrübe: Fr. (Friedrichswerther) Zuckerwalze, Fr. Ertragreiche
- Wintergerste: Fr. Berg-Wintergerste
- Weizen: Fr. Berg-Goldweizen, Fr. Berg-Grobkornweizen, Fr. Sommerweizen, Fr. Squarehead
- Winterroggen: Fr. Berg-Roggen
- Hafer: Fr. Berg-Hafer
- Erbse: Fr. Berg-Viktoriaerbse
- Ackerbohne: Fr. Berg-Viehbohne
- Kartoffeln: Juli-Krone, Eldorado-Krone, Wohltmann-Krone

Das Saatgut wurde in Mitteldeutschland vertrieben und machte Friedrichswerth sehr bekannt.
Nach Beginn der Pachtung kaufte Eduard Meyer im Sommer 1885 den überwiegenden Teil der Zuchtschweineherde seines „Lehrherrn“ von Hake aus Eggersen und stellte sie nach Friedrichswerth um. Hake hatte seine Landschweine bereits seit 1870 mit Ebern aus Yorkshire gekreuzt. Der Zukauf umfasste 88 Sauen und fünf Zuchteber. Meyer setzte diesen Züchtungsprozess durch Einsatz weiterer „englischblütiger“ Eber fort und trug entscheidend zur Entstehung und Namensgebung der neuen Rasse bei, indem er seine Herde als eine Stammzucht des „Großen weißen Edelschweines“ bezeichnete. Dieser Name wurde ab 1904 durch die Deutsche Landwirtschaftsgesellschaft (DLG) für verbindlich erklärt. Auf ihren ab 1887 fast jährlich stattfindenden Wanderausstellungen stellte Eduard Meyer seine Zuchtschweine den kritischen Blicken der Preisrichter. Die Edelschweinherde Friedrichswerth erreichte auf 27 solcher Ausstellungen bis zum Jahre 1929 insgesamt 284 Preise mit 38 goldenen oder silbernen Medaillen. Eduard Meyer betrieb auf seinen Domänen noch Pferdezucht (Rasse Belgisches Kaltblut), Schafzucht (Merinolandschafe) und Rinderzucht (Höhenfleckvieh, später auch Schwarzbuntes Niederungsvieh). Dabei ging es ihm vorrangig um die gute Verwertung des im eigenen Betrieb erzeugten Futters.
Für die Zuchterzeugnisse aus Friedrichswerth warb Meyer mit einer professionellen Öffentlichkeitsarbeit. So gab er u. a. eine eigene Landwirtschaftliche Bücherei in neun Bänden (1905 bis 1912) und den „Friedrichswerther Notiz-Kalender“, später als „Friedrichswerther Schreibkalender“ für die Jahre 1906 bis 1932 (Nachfolge bis 1943) heraus und bearbeitete ein Lehrbuch über Schweinezucht in neun Auflagen (1889 bis 1931), das im Parey-Verlag erschien.
Sein starkes Engagement im Raum Friedrichswerth zeigte sich beim Bau einer Schule in Neufrankenroda, eines Ärztehauses in Sonneborn sowie bei der Errichtung von Wohnhäusern für Betriebsangehörige. Darüber hinaus setzte er sich für den Bahnanschluss, die Errichtung einer Poststelle und die Versorgung der Stadt Friedrichswerth mit elektrischem Strom ein. Ab 1918 gab er Notgeld als Münzen und kleine Geldscheine aus, die noch heute antiquarisch gehandelt werden. Eigeninitiative zeigen auch die Bildung von Tochterunternehmen wie Verlag, Zeitschriftenvertrieb und zur Werbung für Saatgut und Zuchttiere aus der Domäne Friedrichswerth.
Eduard Meyer bekleidete mehrere Ehrenämter: Mitglied des Fachausschusses der DLG für das Weiße Edelschwein; Angehöriger des Deutschen Landwirtschaftsrates; Leitung des Bundes der Landwirte; Landtagsabgeordneter; Erster Vorsitzender der Gothaischen Landwirtschaftskammer.

## Auszeichnungen
Für seine großen Verdienste erhielt Eduard Meyer (um 1905) den Titel (Sachsen-Gothaischer) Domänenrat und 1925 die Ehrendoktorwürde (Dr. rer. nat. h. c.) der Vereinigten Friedrichs-Universität Halle-Wittenberg.
An der Straße von Friedrichswerth nach Brüheim wurde ihm 1935 anlässlich des 50. Jahrestages des Pachtbeginns ein Denkstein errichtet.

## Veröffentlichungen
- Georg May: Die Schweinezucht: praktische Anleitung zur Racenauswahl, Zucht, Ernährung, Haltung und Mast der Schweine. 1. Aufl., Berlin : Wiegandt, Hempel &  Parey, 1880, 218 S.
- Georg May: Die Schweinezucht: praktische Anleitung zur Rassenauswahl, Zucht, Ernährung, Haltung und Mast der Schweine. 2. Aufl. herausgegeben von Eduard Meyer – Berlin: Parey, 1889,
- (Georg) May’s Schweinezucht. Praktische Anleitung zur Rassenauswahl, Zucht, Ernährung, Haltung u. Mast der Schweine / Georg May. Neu bearb. von Eduard Meyer, 3. Auflage, Berlin : Parey, 1891 220 S.
- Eduard Meyer: Schweinezucht und -haltung; Friedrichswerth b. Gotha : Selbstverlag Eduard  Meyer, 1890, 99 S.
- (Georg) May’s Schweinezucht: praktische Anleitung zur Rassenauswahl, Zucht, Ernährung, Haltung und Mast der Schweine, Georg May. Neu bearb. von Eduard Meyer, 4. Auflage, Berlin : Parey, 1896, 236 S.
- May’s Schweinezucht: praktische Anleitung zur Rassenauswahl, Zucht, Ernährung, Haltung und Mast der Schweine, Georg May. Neu bearb. von Eduard Meyer, 5. Auflage, Berlin : Parey, 1902, 220 S.
- Eduard Meyer: Schweinezucht und -haltung. Friedrichswerth (Gotha): Meyer, 1905; 104 S.
- Eduard Meyer: Domäne Friedrichswerth. 1905
- May’s Schweinezucht: praktische Anleitung zur Rassenauswahl, Zucht, Ernährung, Haltung und Mast der Schweine, Georg May. Neu bearb. von Eduard Meyer, 6. Auflage, Berlin : Parey, 1907, 217 S.
- Eduard Meyer: Domäne Friedrichswerth im Herzogtum Gotha. 25 Jahre Thüringer Landwirtschaft. Niedersedlitz, 1910, 93 S.
- Eduard Meyer: Schweinezucht : Praktische Anleitung zur Rassenauswahl, Zucht, Ernährung, Haltung und Mast der Schweine. Zugl. 7. Aufl. von (Georg) May’s  Schweinezucht, Berlin : Parey, 1913, 224 S.
- Eduard Meyer: Über Futterrübenbau : Praktische Winke; Aus der Praxis Für die Praxis. Friedrichswerth : Verl-Abt. des Staatsgutes (ca. 1913)
- Eduard Meyer: Über Futterrübenbau : Nützliche Winke; aus langjähriger Erfahrung.  4. Aufl., 76. – 100. Tsd., Friedrichswerth : Verl-Abt. des Staatsgutes, 1915
- Eduard Meyer: Schweinezucht : Praktische Anleitung zur Rassenauswahl, Zucht, Ernährung, Haltung und Mast der Schweine. Zugl. 8. Aufl. von May’s Schweinezucht, Berlin : Parey, 1918, 215 S.
- Eduard Meyer: Über Wintergerstenbau: Nützliche Winke aus langjähriger Erfahrung. 3. verm. Aufl. – Friedrichswerth : Selbstverlag, 1919
- Eduard Meyer: Schweinezucht : Praktische Anleitung zur Rassenauswahl, Zucht, Ernährung, Haltung u. Mast der Schweine. 9. neu bearb. Aufl., Berlin : Parey, 1920, 204 S
- Eduard Meyer: Die Bedeutung des Futterrübenbaues. Selbstverlag, 1921, 55 S.
- Eduard Meyer: Über Wintergerstenbau: nützliche Winke aus langjähriger Erfahrung. N.-O.-Ausgabe der 5.  verm. Aufl. – Friedrichswerth : Selbstverlag, ca. 1923. 55 S.;
- Eduard Meyer: Der Wintergerstenbau. 6. Aufl., Friedrichswerth, 1926–1927; 50 S.;
- Eduard Meyer: Warum wird Wintergerste angebaut?, Friedrichswerth, ca. 1926, 56 S.;
- Eduard Meyer: Über Futterrübenanbau : Nützliche Winke aus langjähriger Erfahrung. Friedrichswerth, 1928, 76 S.
- Herrn Domänenrat Dr. h. c. Eduard Meyer zum 70. Geburtstag. 1929
- Eduard Meyer: Über Futterrübenanbau : Nützliche Winke aus langjähriger Erfahrung. 9. Aufl., 167. – 176. Tsd., Eisenach : Kahle, 1929, 76 S.
- Eduard Meyer: Schweinezucht : Praktische Anleitung zur Rassenauswahl, Zucht, Ernährung, Haltung u. Mast der Schweine. 10. neu bearb. Aufl., Berlin : Parey, 1931, 191 S.; Eduard Meyer hat also 9 Auflagen des Lehrbuches „Schweinezucht“ bearbeitet.
- Eduard Meyer: Schweinezucht : Praktische Anleitung zur Auswahl, Zucht, Haltung, Fütterung und Mast der Schweine einschliesslich Stallbau und Krankheiten. 11. neu bearb. Aufl. von Heinrich Lüthge., Berlin : Parey, 1943, 197 S.
- Eduard Meyer: Schweinezucht : Praktische Anleitung zur Auswahl, Zucht, Haltung, Fütterung und Mast der Schweine einschliesslich Stallbau und Krankheiten. 12. neu bearb. Aufl., ergänzt und durchgesehen von Joachim Kliesch, Berlin : Parey, 1949, 208 S.
- Landwirtschaftliche Bücherei, herausgegeben von Eduard Meyer, Friedrichswerth,
  - 1.–3. Band Friedrichswerth (Gotha, zu beziehen durch Thiemanns Hofbuchhandlung)
  - 1. Schweine-Zucht und -Haltung. Von Eduard Meyer. (100 S.), 1905
  - 2. Pferde-Zucht (I. Teil) Allgemeines und Zucht des kaltblütigen Pferdes
  - I. Abschnitt von Simon v. Nathusius
  - II. Abschnitt von Felix Hoesch (144 S.), 1906
  - 3. Pferde-Zucht (II. Teil)
  - Die Zucht des warmblütigen Pferdes. Von Oetken (176 S.), 1906
  - 4.–9. Band: Friedrichswerth (Gotha), Eduard Meyer (nur direkt beziehbar)
- Friedrichswerther Notiz-Kalender (später Fr. Schreibkalender). Friedrichswerth (Gotha), verknüpft mit der Landwirtschaftlichen Bücherei. Herausgegeben wurden 38 Jahrgänge (für die Jahre 1906 bis 1943)
- Über Futterrübenbau. Nützliche Winke aus langjähriger Erfahrung. 9. Auflage im Eduard Meyer G.m.b.H. Friedrichswerth (Thür.), 1929, 76 S.